# Toyota
Toyota Motor Corporation (sau TMC | トヨタ自動車株式会社 | Toyota Jidosha Kabushiki kaisha) este o companie multinațională care produce automobile, camioane, autobuze și roboți, cu sediul principal în orașul Toyota, Japonia. 
Toyota este cel mai mare producător de automobile din lume, cu vânzări de peste 8,4 milioane de autovehicule în 2010.
Toyota este unul din cei trei mari producători asiatici de autovehicule care concurează cu producătorii americani pe piața mondială, ceilalți doi fiind Nissan Motors și Honda Motor. Compania oferă de asemenea servicii financiare prin filiala sa Toyota Financial Services, și activează și în alte domenii de activitate. Autovehiculele produse sunt vândute sub denumirile de Toyota, Scion și Lexus. Toyota deține majoritatea acțiunilor în cadrul companiilor Daihatsu și Hino, și 8,7% din Fuji Heavy Industries, producătorul automobilelor Subaru.
În anul 2005, Toyota împreună cu Daihatsu Motor Company a produs 8,54 milioane de vehicule, cu aproape 500.000 mai puțin decât General Motors în acel an. În luna iulie 2006 Toyota depășise Ford în vânzările de automobile, însă producătorul american și-a recâștigat poziția o lună mai târziu. Toyota deține o importantă cotă de piață în Statele Unite, Europa și Africa și este liderul de piață în Australia.

## Istorie

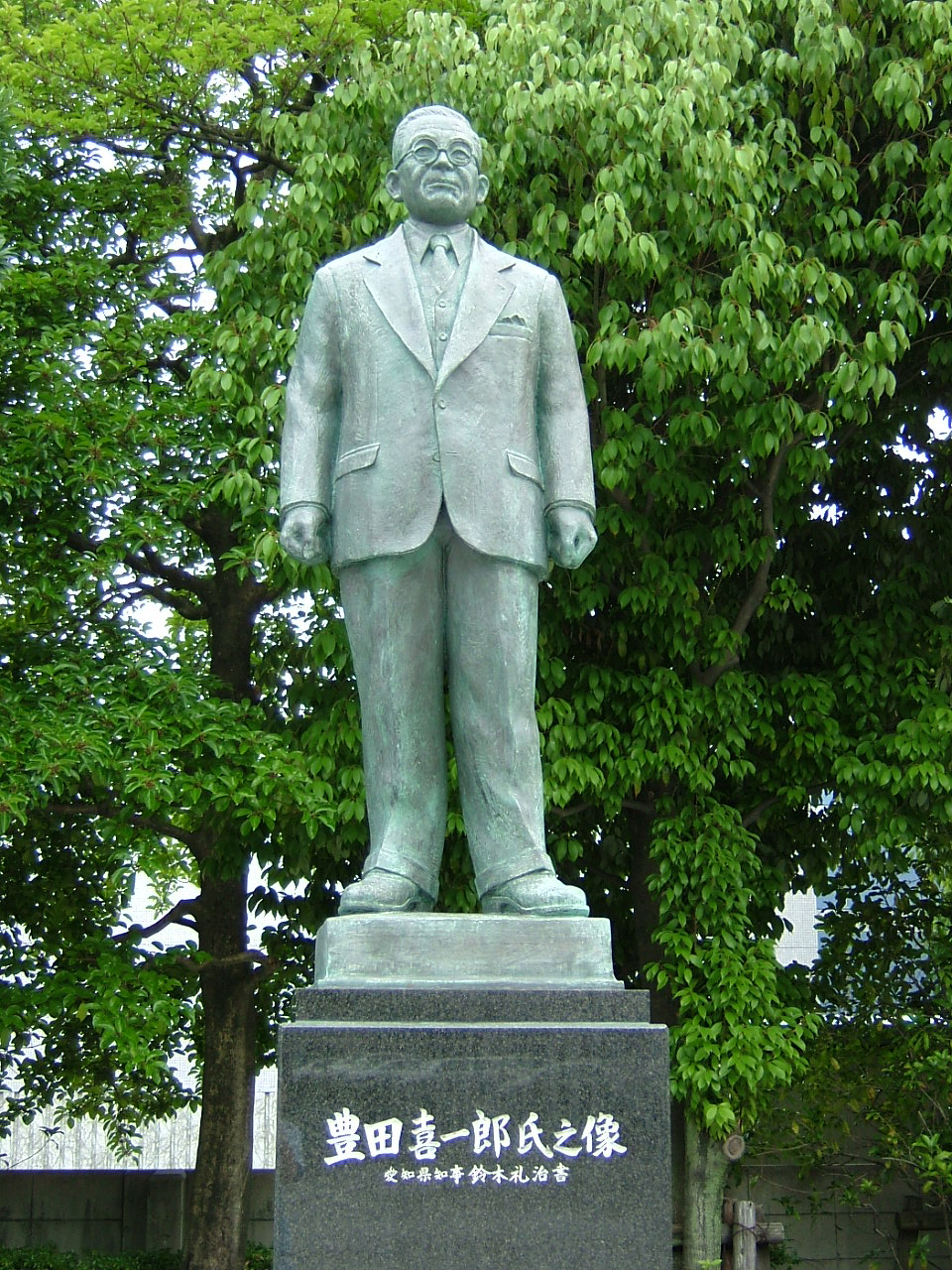
Statuia de bronz ridicată în onoarea fondatorului TMC, Kiichiro Toyoda

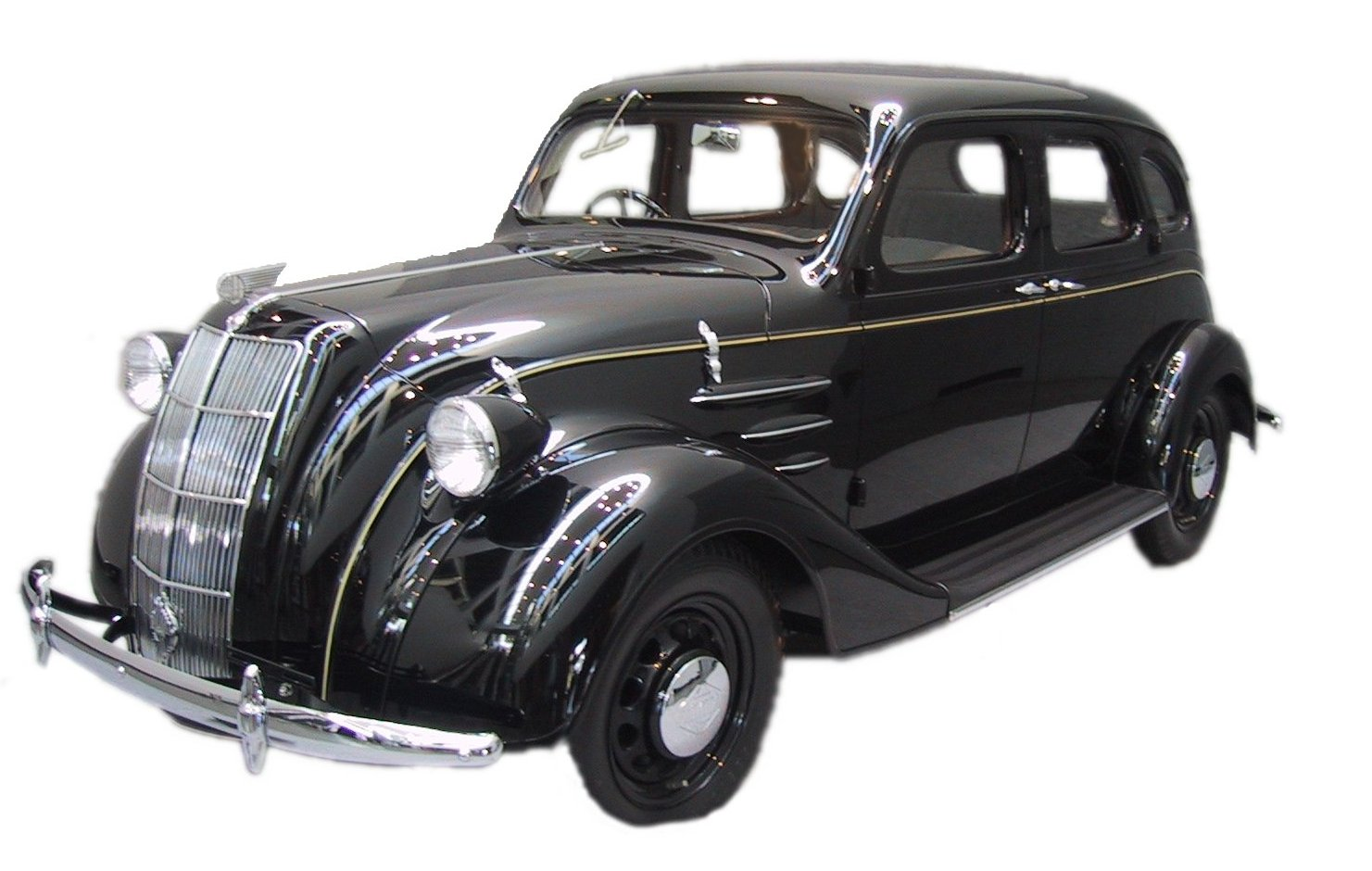
Reconstituire a Toyota Model AA, primul model produs de TMC

Toyota Motor Corporation a apărut în luna septembrie a anului 1933, atunci când compania Toyoda Automatic Loom a creat o nouă divizie dedicată producerii de automobile sub conducerea fiului fondatorului, Kiichiro Toyoda. La puțin timp după aceea, divizia producea deja primul motor (Type A Engine), în 1934, care a fost folosit la propulsarea primului autovehicul (Model A1) în luna mai 1935 și a camionului G1 în august 1935. Producția autovehiculelor Model AA a început în 1936.
Deși grupul Toyota este cunoscut azi îndeosebi pentru autovehiculele produse, are o prezență activă în industria textilă, producând războaie de țesut automate (acum complet computerizate), și mașini de cusut electrice, disponibile în toată lumea.
Toyota Motor Corporation s-a despărțit de compania mamă, devenind o entitate independentă în 1937. Deși numele de familie al fondatorilor este Toyoda, numele companiei a fost modificat pentru a marca separarea muncii fondatorilor de viața casnică, pentru simplificarea pronunției și pentru a fi de bun augur noii firme. Toyota este considerat un nume mai norocos decât Toyoda în Japonia, unde cifra opt este considerată una norocoasă, opt fiind numărul de linii necesare pentru a scrie Toyota cu caracterele  katakana.
În timpul războiului din Pacific compania a produs camioane destinate armatei imperiale. Din cauza penuriei de materii prime din Japonia, camioanele militare fuseseră simplificate la maximum - de exemplu, aveau un singur far amplasat în centrul capotei. Fabricile Toyota din Aichi au scăpat bombardamentelor deoarece războiul s-a încheiat cu doar puțin timp înaintea unui raid programat al forțelor aliate.
Producția de autovehicule de pasageri a fost reluată în 1947 cu modelul SA. În 1950 a fost înființată o companie separată specializată în vânzări, Toyota Motor Sales Company, care a funcționat până în anul 1982. În aprilie 1956 a fost creat lanțul de reprezentanțe de vânzări Toyopet.

## Toyota în lume

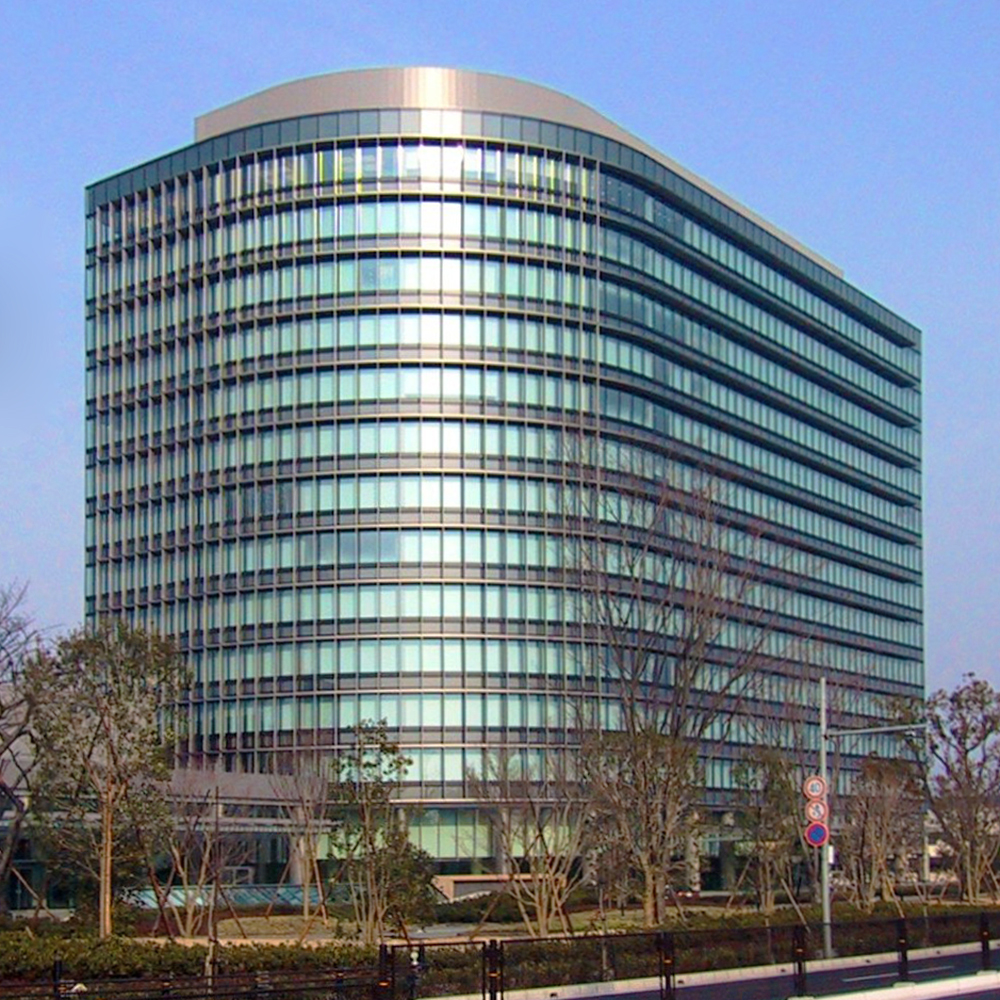
Sediul TMC în oraşul Toyota, Japonia

Toyota deține fabrici în toată lumea, unde se produc și asamblează autovehicule pentru piețele locale. Compania deține fabrici de producție sau asamblare în Japonia, Statele Unite, Australia, Canada, Indonezia, Polonia, Africa de Sud, Turcia, Marea Britanie, Franța, Brazilia, cele mai recente fiind cele din Pakistan, India, Argentina, Republica Cehă, Mexic, Malaezia, Tailanda, China și Venezuela.
Primul vehicul Toyota construit în afara Japoniei a fost un Land Cruiser FJ-251 construit în São Paulo, Brazilia, în luna mai a anului 1959.

## Prezentare generală companie
Toyota are sediul central în orașul Toyota,Aichi.Birourile Toyota sunt situate în Bunkyo,Tokio.În plus față de producția de automobile,Toyota oferă servicii financiare prin intermediul Serviciilor Financiare Toyota și,de asemenea,construiește roboți.
Țările vorbitoare de limbă chineză,utilizează caractere tradiționale simplificate chinezești,de exemplu Hong Kong și Taiwan,Toyota 
este cunoscută sub numele de "丰田" (pronunțat ca "Fēngtián"  în chineză).Acestea sunt aceleași caractere ca și numele familiei fondatoare "Toyoda" în japoneză,care se traduce "câmpuri de orez fertile",în limba chineză, de asemenea.

## Modele
- Toyota Aygo
- Toyota Aygo X
- Toyota Yaris
- Toyota Yaris Cross
- Toyota Corolla Hatchback / Sedan / Touring Sports
- Toyota C-HR
- Toyota bZ4X[4]
- Toyota Corolla Cross[5]
- Toyota Camry
- Toyota GR Supra
- Toyota RAV4
- Toyota RAV4 Plug-in Hybrid
- Toyota Land Cruiser 150
- Toyota Highlander
- Toyota Hilux
- Toyota ProAce City Verso
- Toyota ProAce
- Toyota ProAce Verso
- Toyota ProAce City EV
- Toyota ProAce EV
- Toyota ProAce City Verso EV
- Toyota ProAce Verso EV
- Toyota GT86
- Toyota Auris

## Rechemarea de pe piață din 2009–2010
Toyota a rechemat de pe piață, din toamna lui 2009, aproape 16 milioane de vehicule, majoritatea de pe piața americană, pentru remedierea mai multor probleme tehnice, inclusiv cea legată de accelerație.
În ianuarie 2011, șapte companii de asigurări din Statele Unite au dat în judecată Toyota, în California, pentru recuperarea sumelor plătite victimelor accidentelor produse din cauza blocării accelerației automobilelor produse de Toyota.
Acțiunea asiguratorilor se bazează pe date privind 725 de accidente provocate de defectele din fabricație ale unor automobile Toyota, în lipsa unui sistem de securitate care ar fi permis reducerea vitezei chiar și în situația în care frâna și accelerația ar fi acționate în același timp.

## Mărcile companiei

### Lexus
Lexus este marca sub care Toyota produce automobile de lux. În Statele Unite, Lexus deține topul vânzărilor la mașini de lux.
De la introducerea mărcii în 1989, Lexus și-a dobândit reputația de a vinde produse fiabile și a oferi servicii de calitate către client. În anul 2009, firma de evaluare a produselor J. D. Power a declarat modelul 2006 Lexus LS 430 ca fiind cel mai fiabil brand din Statele Unite pe baza unui sondaj în care a intervievat peste 47.000 de posesori de autovehicule referitor la problemele pe care le-au avut în primii trei ani de la cumpărarea autovehiculului.

### Scion
Scion este o divizie a Toyota care activează doar în Statele Unite.